# НК-800
НК-800 е натоварване върху пътни мостове, дефинирано в стандарта БДС 1050:1989 „Натоварвания подвижни вертикални за изчисляване на пътни мостове“. НК-800 моделира единично колесно возило с тегло 800 kN, разпределено поравно върху четири оси. Разстоянието между осите е 1,20 m. В напречно направление разстоянието между колелата е 2,70 m.